# Бакшеев, Пётр Алексеевич
Пётр Алексее́вич Бакше́ев (настоящая фамилия Баринов; Нюховка, 2 (14) декабря 1886 — 25 августа 1929, Москва) — российский и советский актёр театра и кино.

## Биография
Родился в селе Нюховка Венёвского уезда Тульской губернии в крестьянской семье. Отец, по переезде в Москву, работал капельдинером в Новом театре. Окончил торговую школу в Москве.
Актёрский дебют состоялся в 1904 году в одном из частных театров Владимирской губернии. Работал в провинциальных театрах Омска (1904—1905), Чернигова (летний сезон 1905), Умани и Юзовки (летний сезон 1906), Грозного (летний сезон 1907), Казани (1910). Был казначеем Грозненского отдела Всероссийского союза сценических деятелей.
В 1906—1907 годах — актёр Введенского народного дома в Москве. В 1907—1909 годах работал в Театре Ф. Корша. Был членом Литературно-художественного кружка.
Станиславский всё мечтал вырастить из Бакшеева трагика, любуясь его внешними данными, темпераментом. Они нередко играли в одних спектаклях. <…>  Четырнадцать лет он играл в Московском художественном театре. Дисциплина и интеллигентность, царившие здесь, для него были чужды и даже мучительны, судя потому как он самозабвенно их попирал. Нетрезвым выходил на сцену, площадным словом мог оскорбить актрису, на гастролях за рубежом вызывал страх, удивление, даже восхищение служителей гостиниц широтой, размахом, разрушительностью ночных дебошей.
В 1911—1919 годах — актёр Московского художественного театра (МХТ) с перерывом в 1916—1917 годах, когда находился на военной службе.
С 1913 года начал сниматься в кино. Состоял в актёрской труппе «Товарищества И. Ермольева», снимался чаще всего у Ч. Сабинского.
В 1919—1925 годах в составе артистов «качаловской группы» МХТ находился в эмиграции в турне по Европе и Америке. За десятилетнюю службу награждён Почётным знаком МХАТ.
Получив приглашение на работу от кинофабрики АО «Межрабпом-Русь», в 1925 году вернулся в СССР. В 1925—1927 годах работал на киностудии «Межрабпом-Русь». Параллельно участвовал в театральных постановках. Являлся членом Всесоюзного профессионального союза работников искусств (Всерабиса).
В 1927—1928 годах — актёр Московского драматического театра (бывшего Корша), в 1928—1929 годах — актёр Московского камерного театра, в мае 1929 года был принят в труппу МХАТ-II для исполнения роли Петра I в пьесе Алексея Толстого.
25 августа 1929 года покончил жизнь самоубийством, похоронен на Новодевичьем кладбище.

### Семья

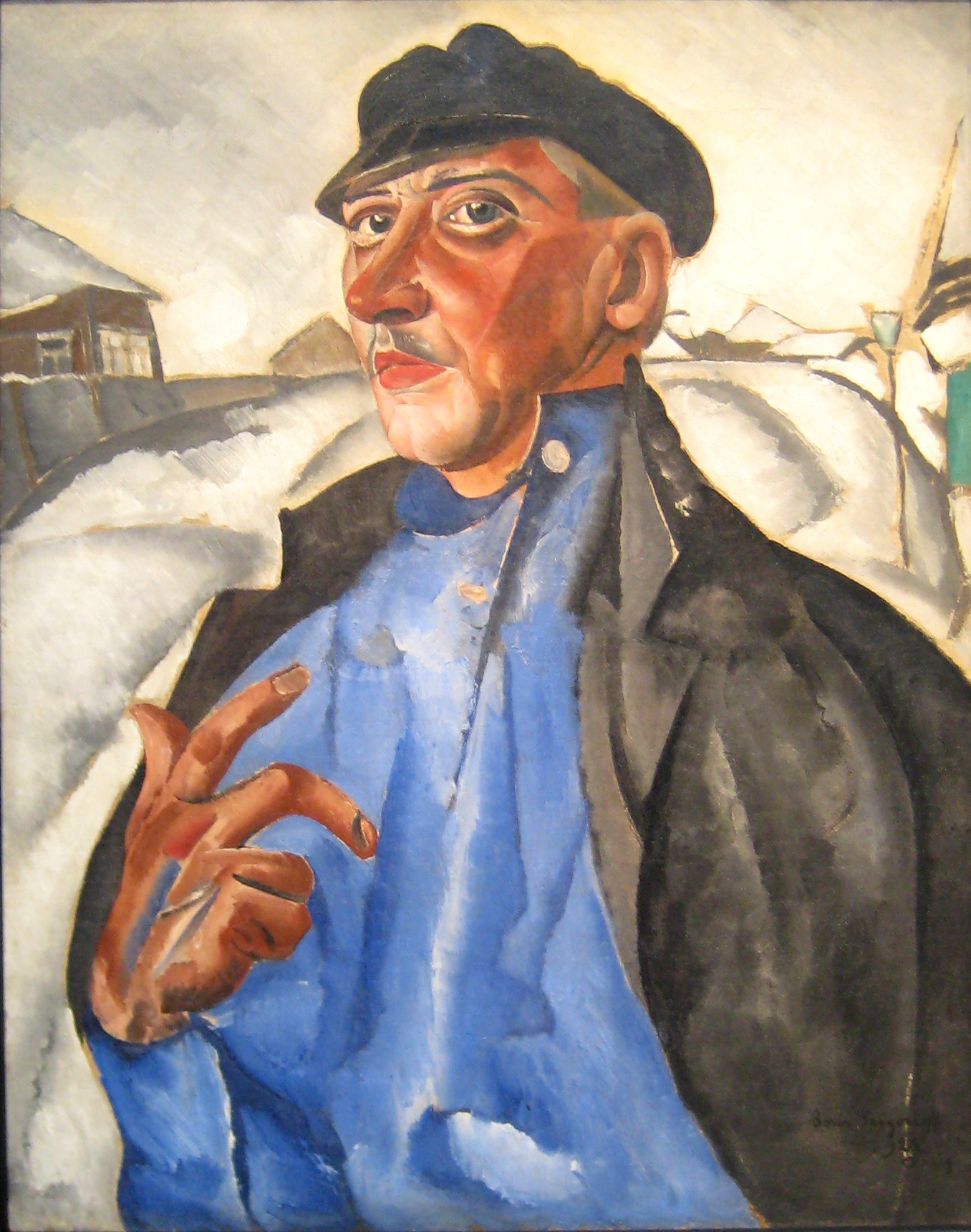
На портрете кисти Бориса Григорьева, в пьесе "На дне"

- жена — Ирина Фёдоровна Шаляпина-Бакшеева (1900—1978), дочь Ф. И. Шаляпина, актриса[31][32].

## Роли в театре

### Московский художественный театр (МХТ)
- 1911 — «Живой труп» Л. Н. Толстого — Половой
- 1911 — «Гамлет» Уильяма Шекспира — Марцелло
- 1911 — «Три сестры» А. П. Чехова — денщик Чебутыкин
- 1911 — «Нахлебник» И. С. Тургенева — Карпачов
- 1912 — «Пер Гюнт» Генрика Ибсена — Хозяин усадьбы
- 1912 — «Царь Фёдор Иоаннович» А. К. Толстого — Луп-Клешнин / Хворостинин
- 1912 — «Мнимый больной» Мольера — 4-й доктор
- 1914 — «Смерть Пазухина» М. Е. Салтыкова-Щедрина — Финогей Баев
- 1914 — «Пир во время чумы» А. С. Пушкина — Председатель
- 1914 — «Синяя птица» Мориса Метерлинка — Отец
- 1915 — «На дне» А. М. Горького — Васька Пепел
- 1915 — «Горе от ума» А. С. Грибоедова — Скалозуб
- 1918 — «Село Степанчиково» Ф. М. Достоевского — Григорий

### «Качаловская группа» МХТ
- 1922/1924 — «Вишнёвый сад» А. П. Чехова — Лопахин / Симеонов-Пищик
- 1922/1924 — «Три сестры» А. П. Чехова — Солёный
- 1922/1924 — «Братья Карамазовы» — Дмитрий Карамазов / защитник

### Московский драматический театр (бывший Корша)
- 1927 — «Пурга» Д. А. Щеглова
- 1927 — «Волки и овцы» А. Н. Островского — Беркутов

### Московский камерный театр
- 1928 — «Багровый Остров» М. А. Булгагова — Ликки-Тикки

## Фильмография
- 1913 — Гайда, тройка — ямщик
- 1913 — Трехсотлетие царствования дома Романовых — князь Пожарский
- 1914 — Безумие пьянства — Ефим, рабочий
- 1914 — В омуте Москвы — Дмитрий
- 1915 — Сашка-семинарист — Сашка-семинарист
- 1916 — Ястребиное гнездо —Творогов, барышник
- 1916 — На бойком месте
- 1916 — Запрягу я тройку борзых, темнокарих лошадей
- 1916 — Грехъ
- 1916 — 40 лет
- 1917 — Разбойник Кудеяр — Кудеяр
- 1917 — Отец Сергий — молодой монах
- 1917 — Иринина могила — Андрей Кудеяров, трактирщик
- 1917 — Горькая доля — Никита
- 1917 — Волжский богатырь
- 1917 — Царь Николай II, самодержавец всероссийский
- 1918 — Я буду там... — художник Скуратов
- 1918 — Четвертая жена — реб Ошер
- 1918 — Постоялый двор — Наум
- 1918 — Лестница дьявола — художник Брандес
- 1918 — Драма на охоте — Камышев, следователь
- 1918 — Дармоедка — Валериан Николаевич
- 1918 — Власть тьмы — Никита
- 1918 — Отец Сергий — молодой монах
- 1919 — Товарищ Абрам
- 1919 — Саботажники
- 1919 — Рабочий Шевырев (короткометражный) — Шевырев
- 1925 — Шахматная горячка (короткометражный) — зритель шахматного турнира с гармонью
- 1925 — Кирпичики — Сенька, кочегар
- 1927 — Чужая — Иванов, бывший матрос
- 1927 — Победа женщины — Никита Плодомасов, боярин
- 1927 — Неоплаченное письмо — Ершов, трактирщик
- 1927 — Земля в плену — швейцар
- 1928 — Ледяной дом — Бирон
- 1928 — Дом на Трубной — пьяный артист